# Ministère du Développement économique (Italie)
Le ministère du Développement économique de l'Italie (Ministero dello Sviluppo Economico, MISE) est un département ministériel de la République italienne.
L'actuel ministre du Développement économique est Adolfo Urso.

## Fonctions
Le ministère du Développement économique est compétent pour les télécommunications, l'industrie, le commerce extérieur, la concurrence, les petites et moyennes entreprises, l'énergie et la consommation.

## Historique

### Histoire
Créé par la loi 50 du 8 mars 1999, dite « Bassanini quater », sous le nom de « ministère des Activités productives » (Ministero delle Attività Produttive, MAP), il est officiellement constitué le 11 juin 2001, avec la formation du gouvernement Berlusconi II, mais n'inclut finalement pas le ministère des Communications.
Il prend son nom actuel par la loi 233 du 17 juillet 2006, votée sous le gouvernement Prodi II, qui le maintient pourtant séparé du ministère du Commerce extérieur et du ministère des Communications. Le 8 mai 2008, lors de la constitution du gouvernement Berlusconi IV, il prend sa forme actuelle. Au mois de juin 2010, il perd la tutelle du département du Développement et de la Cohésion économique, qui passe à la présidence du Conseil.

## Organisation interne
Le ministère est formé par les bureaux du cabinet qui collaborent directement avec le ministre, le secrétariat général, 14 directions générales (Direzioni generali, DG) et divers commissions et comités.

### Directions générales
Selon le décret 158/2013, les Directions Générales du MISE sont les suivantes :
- Direction générale de la Politique industrielle, la Compétitivité et les Petites et moyennes entreprises : elle s'occupe de l'actuation des politiques en faveur de la concurrence, de la recherche et de l'innovation, de l'analyse du système productif italien[2].
- Direction générale de la Lutte contre la contrefaçon - Office italien des brevets et des marques : elle formule les dispositions relatives aux politiques de lutte contre la contrefaçon et étudie la tendance du phénomène, en coordonnant les opérations avec d'autres organismes d'État ; elle est également compétente pour la protection des propriétés industrielles et des marques nationales (et internationales)[3].
- Direction générale du Marché, de la Concurrence, des Consommateurs, de la Vigilance et de la Réglementation technique : elle promeut la concurrence et la réglementation en matière de libéralisations, de simplifications pour les entreprises et d'exigences pour chaque activité économique ; elle gère également les relations entre les entreprises et l'Autorité italienne de la concurrence, apporte son soutien à l'Autorité de surveillance des prix et met en œuvre les politiques nationales, européennes et internationales relevant de sa compétence[4].
- Direction générale des Politiques de commerce international : elle s'occupe des activités en faveur des exportations italiennes et gère l'application des directives européennes et des accords avec les organisations internationales (OMC, OCDE, CNUCED) et les pays étrangers[[5].
- Direction générale des Politiques d'internationalisation et de la Promotion des échanges : elle a des compétences plus spécifiques que la DG précédente et élabore des dispositions stratégiques pour les politiques commerciales avec les pays étrangers, en gérant les négociations et en facilitant le commerce international des entreprises italiennes[6].
- Direction générale de la Sécurité générale et environnementale des activités minières et énergétiques - Office national des mines pour les hydrocarbures et les géoressources
- Direction générale de la Sécurité de l'approvisionnement et des Infrastructures énergétiques
- Direction générale du Marché de l'énergie, des Énergies renouvelables, l'Efficacité et du Nucléaire
- Direction générale de la Planification et de la Gestion du spectre radioélectrique
- Direction générale des Communications électroniques, de la Radiodiffusion et des Services postaux : elle étudie l'évolution des services liés aux communications électroniques, à la radiodiffusion et au courrier, en prédisposant des règlements et en mettant en œuvre des lois européennes. Elle octroie des licences aux opérateurs privés fournissant ces services de communication selon les lois en vigueur[7].
- Institut supérieur des communications et des technologies de l'information (Istituto superiore delle comunicazioni e delle tecnologie dell'informazione, ISCOM)
- Direction générale des Activités territoriales
- Direction générale des Prestations aux entreprises
- Direction générale de la Surveillance des entités, du Système coopératif et de la Gestion des commissariats
- Direction générale des Ressources, de l'Organisation et du Budget

### Comités et autres organes
Le MISE supervise les organes suivants:
- Comité de la garantie unique :
- Comité pour l'application du code d'autorégulation des médias et des mineurs : précédemment appelé " Comité pour l'application du code d'autorégulation de la télévision et des mineurs "[9], il a été créé en 2005[10] afin de veiller à l'application du code d'autorégulation des médias et des mineurs par les diffuseurs. Ses délibérations et dénonciations sont reçues par l'Autorité italienne de la communication[11].
- Comité pour la sécurité des opérations maritimes (ou Comité Offshore) : créé en 2015[12] en application de la directive européenne 2013/30[13], il fournit des règlements, des évaluations et des rapports concernant les risques majeurs et surveille les opérateurs dans le domaine de sa compétence. Il coopère avec les autorités compétentes appartenant aux pays de l'Union Européenne[14].
- Organisme indépendant d'évaluation (Organismo indipendente di valutazione, OIV) : créé en 2009, il surveille l'ensemble du fonctionnement du système d'évaluation, la transparence et l'intégrité des contrôles internes et il élabore un rapport annuel sur les principaux directeurs du ministère. L'OIV veille à l'application des directives prouvées par l'Autorité nationale anti-corruption et le Département de la fonction publique[15].
- Observatoire des services publics locaux : créé en 2013, il fournit des informations complètes, claires et actualisées sur l'organisation et la gestion des services publics locaux économiques (gestion des déchets urbains, approvisionnement en eau et transports publics notamment)[16].
- Conseil pour l'émission des timbres-poste et la philatélie : il participe à l'élaboration du programme d'émission des timbres-poste par les organes institutionnels compétents et des politiques y afférentes[17].
- Commission d'étude des timbres-poste : elle analyse les projets de timbres-poste créés par l'Istituto Poligrafico e Zecca dello Stato et émet des avis sur la présentation graphique et les caractéristiques techniques des nouveaux timbres[18].

## Titulaires
La liste comprend les ministres de l'Industrie et du Commerce de 1946 à 1966, de l'Industrie, du Commerce et de l'Artisanat de 1966 à 2001, des Activités productives de 2001 à 2006, du Développement économique à partir de 2006.
Depuis 2006, le ministère a été dirigé par six ministres différents, tandis que Silvio Berlusconi en a exercé l'intérim pendant plus de cinq mois, entre la démission de Claudio Scajola le 4 mai 2010 et la prestation de serment de Paolo Romani, le 4 octobre suivant. Federica Guidi est la première femme à en assurer la direction.
- Liste des ministres du Développement économique d'Italie.

## Source
- (it) Cet article est partiellement ou en totalité issu de l’article de Wikipédia en italien intitulé « Ministero dello sviluppo economico » (voir la liste des auteurs).